# جيك كيلي
جيك كيلي (بالإنجليزية: Jake Kelly)‏ (18 يونيو 1990 بلندن في المملكة المتحدة - ) هو لاعب كرة قدم أيرلندي في مركز الوسط. لعب مع باتريك أتلتيك ونادي بوهيميان ونادي دوندالك وBray Wanderers F.C. ‏.

## وصلات خارجية
- جيك كيلي على موقع قاعدة بيانات كرة القدم.إي يو (الإنجليزية)